# Searcy
Searcy è una città degli Stati Uniti d'America, capoluogo della Contea di White nello Stato dell'Arkansas. Secondo il censimento del 2010 la popolazione è di 22 858 abitanti.

## Geografia fisica
Le coordinate geografiche di Searcy sono 35°14′49″N 91°44′01″W (35.247043, -91.733706). Searcy occupa un'area totale di 38,3 km², di cui 38,1 km² di terra e 0,2 km² di acqua.

## Società

### Evoluzione demografica
Al censimento del 2010, risultarono 22 858 abitanti, 8140 nuclei familiari e 4495 famiglie residenti in città. Ci sono 9244 alloggi con una densità di 194.5/km². La composizione etnica del villaggio è 86.8% bianchi, 7.5% neri o afroamericani, 0.5% nativi americani, 1.3% asiatici, 0.1% originari delle isole del Pacifico, 1.09% di altre razze e 4.6% ispanici e latino-americani. Dei 8140 nuclei familiari il 27.4% ha figli di età inferiore ai 18 anni che vivono in casa, 51.8% sono coppie sposate che vivono assieme, 10.8% è composto da donne con marito assente, e il 34.1% sono non-famiglie. Il 29.5% di tutti i nuclei familiari è composto da singoli 14.7% da singoli con più 65 anni di età. La dimensione media di un nucleo familiare è di 2.28 mentre la dimensione media di una famiglia è di 2.86. La suddivisione della popolazione per fasce d'età è la seguente: 20.5% sotto i 18 anni, 23.4% dai 18 ai 24, 23.3% dai 25 ai 44, 17.8% dai 45 ai 64, e il 1.7% oltre 65 anni. L'età media è di 30 anni. Per ogni 100 donne ci sono 97.5 maschi. Per ogni 100 donne sopra i 18 anni, ci sono 97.5 maschi. Il reddito medio di un nucleo familiare è di $33,415 mentre per le famiglie è di $41,334. Gli uomini hanno un reddito medio di $32,445 contro $21,142 delle donne. Il reddito pro capite del villaggio è di $19,427. Circa il 11.7% delle famiglie e il 15.0% della popolazione è sotto la soglia della povertà. Sul totale della popolazione il 18.1% dei minori di 18 anni e il 8.0% di chi ha più di 65 anni vive sotto la soglia della povertà.

## Siti d'interesse
A Seacry hanno sede il Palazzo di giustizia della Contea di White e la Harding University.

## Collegamenti esterni

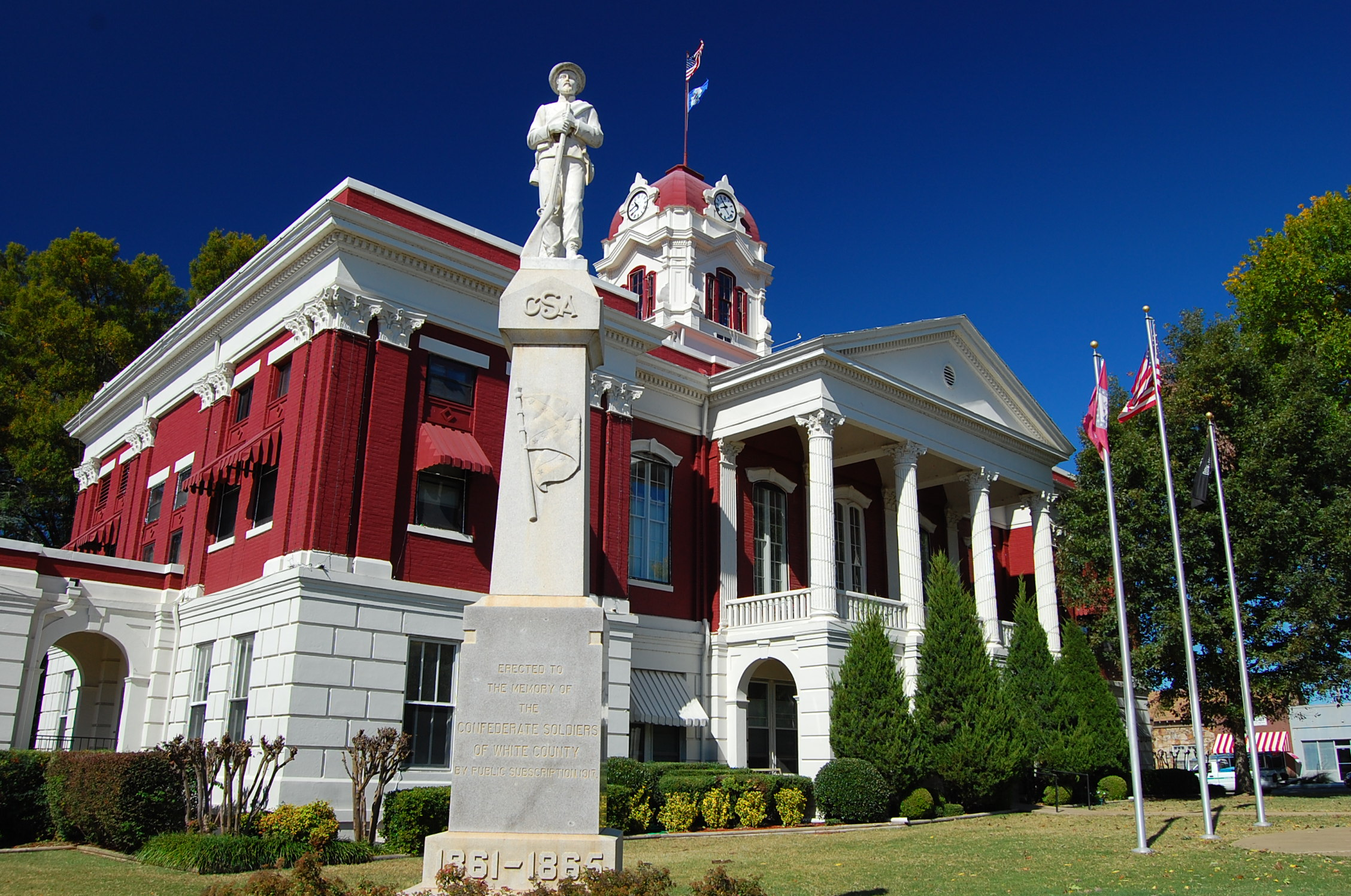
Palazzo di giustizia della Contea di White